# Nicola Franceschina
Nicola Franceschina (Bormio, 26 maggio 1977) è un ex pattinatore di short track italiano.

## Biografia
Appartiene alla società "Fiamme Oro Moena" della Polizia di Stato.
Nel 2002 ha rappresentato l'Italia ai Giochi olimpici di Salt Lake City.
Ha gareggiato nella staffetta 5000 metri, con i compagni di nazionale Maurizio Carnino, Fabio Carta e Nicola Rodigari ha vinto la medaglia d'argento olimpica.
Nel 2004, in squadra con Fabio Carta, Nicola Rodigari e Roberto Serra, ha vinto la medaglia di bronzo nella staffetta 5000 metri ai campionati mondiali di Göteborg, in Svezia.
Ha fatto parte della nazionale italiana ai XX Giochi olimpici invernali, dove si è classificato al quarto posto nella gara di staffetta.

## Palmarès

### Giochi olimpici invernali
- 1 medaglia:
  - 1 argento (5000 m staffetta a Salt Lake City 2002)

### Campionati mondiali di short track
- 4 medaglie:
  - 1 oro (500 m a Sheffield 2000)
  - 1 argento (1500 m a Nagano 1997)
  - 2 bronzi (staffetta a Nagano 1997; staffetta a Göteborg 2004)

### Campionati europei di short track
- 30 medaglie:
  - 11 ori (staffetta, 500 m a Oberstdorf 1999; staffetta, 1000 m a Bormio 2000; staffetta a L'Aia 2001; staffetta a Grenoble 2002; staffetta a San Pietroburgo 2003; staffetta, 500 m a Zoetermeer 2004; 1000 m a Torino 2005; staffetta a Krynica Zdrój 2006)
  - 7 argenti (staffetta, 1500 m a Budapest 1998; generale a Oberstdorf 1999; 1500 m a Bormio 2000; 500 m a Grenoble 2002; 1000 m a San Pietroburgo 2003; 1000 m a Zoetermeer 2004)
  - 12 bronzi (1500 m a Oberstdorf 1999; generale a Bormio 2000; 1500 m a Grenoble 2002; generale, 1500 m, 3000 m a San Pietroburgo 2003; generale a Zoetermeer 2004; generale, 1500 m a Torino 2005; 1500 m e 3000 m a Krynica Zdrój 2006; 1500 m a Ventspils 2008)